# Журчин
Журчин (пол. Żurczyn, нім. Louisenheim) — село в Польщі, у гміні Шубін Накельського повіту Куявсько-Поморського воєводства.
Населення — 215 осіб (2011).
У 1975-1998 роках село належало до Бидгощського воєводства.

## Демографія
Демографічна структура станом на 31 березня 2011 року:
|          | Загалом | Допрацездатний вік | Працездатний вік | Постпрацездатний вік |
| -------- | ------- | ------------------ | ---------------- | -------------------- |
| Чоловіки | 109     | 29                 | 76               | 4                    |
| Жінки    | 106     | 29                 | 63               | 14                   |
| Разом    | 215     | 58                 | 139              | 18                   |